# Jovan Cokić
Jovan Cokić (* 19. August 1927 in Valjevo; † 6. Februar 2004 in Elizabeth) war ein jugoslawischer Fußballspieler. 

## Karriere

### Vereine
Cokić gehörte 17-jährig der Ersten Mannschaft des FK Roter Stern Belgrad als Mittelfeldspieler an. In der Saison 1948/49 bestritt er fünf Punktspiele in der 1. Jugoslawischen Liga.
Von 1950 bis 1952 kam er in den drei einzigen jeweils im Kalenderjahr ausgetragenen Spielzeiten für den Stadt- und Ligakonkurrenten Metalac Belgrad (der von 1952 bis 1957 Belgrader SK hieß und seit 1957 OFK Belgrad heißt) zum Einsatz, bevor der FSJ, der Jugoslawische Fußballverband, zum Kalenderjahr übergreifenden Spielbetrieb zurückkehrte. In der Saison 1952/53 bestritt er noch neun Punktspiele der Hinrunde, bevor er in der Winterpause und mit Wirkung vom 1. Januar 1953 zum FK Roter Stern Belgrad zurückkehrte und mit zwei Toren in sechs Punktspielen Anteil an seiner ersten Meisterschaft hatte. Zu zwei weiteren und zum Gewinn des nationalen Vereinspokals (4:0 gegen den FK Velež Mostar) sollte er bis Saisonende 1961/62 noch mitwirken; am Ende seiner Spielerkarriere hatte er für beide Belgrader Vereine insgesamt 125 Erstligaspiele bestritten und 22 Tore erzielt. Auf europäischer Vereinsebene konnte er sich von 1957 bis 1961 in drei unterschiedlichen Pokalwettbewerben präsentieren. Seine ersten beiden Spiele bestritt er am 3. und 18. April 1957 in den beiden Halbfinalspielen gegen den AC Florenz im Wettbewerb um den Europapokal der Landesmeister. Drei weitere folgten 1957/58, wobei er im ersten, beim 9:1-Vorrundenrückspiel gegen den luxemburgischen Meister Stade Düdelingen, allein vier Tore erzielte.  Im 1955 wiederbelebten Wettbewerb um den Mitropapokal kam er einzig am 30. Juni 1957 im Viertelfinalhinspiel beim 1:1-Unentschieden gegen Dukla Prag zum Einsatz. Zuletzt bestritt er im Wettbewerb um den Messestädte-Pokal einzig das am 15. November 1961 ausgetragene Zweitrundenrückspiel, das mit 1:0 bei Hibernian Edinburgh gewonnen wurde. Den Gedanken auszuwandern, setzte er später um und gelangte über Italien und Deutschland in die Vereinigten Staaten, wo er im Bundesstaat New Jersey im Februar 2004 an den Folgen einer Gehirnblutung verstarb.

### Nationalmannschaft
Cokić bestritt zwei Länderspiele für die A-Nationalmannschaft; bei seinem Debüt am 2. November 1952 im Stadion JNA beim 5:0-Sieg über die Nationalmannschaft Ägyptens, das in Freundschaft ausgetragen wurde, erzielte er mit dem Treffer zum 2:0 in der 45 Minute sein einziges Länderspieltor. An selber Stätte bestritt er seinen letzten Einsatz als Nationalspieler, der am 26. Juni 1955 gegen die Schweizer Nationalmannschaft torlos endete.

## Erfolge
- Jugoslawischer Meister 1953, 1956, 1957
- Jugoslawischer Pokal-Sieger 1958